# Château de Carrigaphooca
Le château de Carrigaphooca (irlandais : Caisleán Carraig a' Phúca, signifiant château sur le rocher de la fée; le mot Púca se traduit par une sorte de fantôme ou de fée) est une maison-tour rectangulaire de cinq étages en ruine, située sur un rocher escarpé qui se trouve à 6 km de Macroom, dans le comté de Cork, en Irlande. Bien qu'appelé château, il fut construit comme une tour de défense en 1436, probablement par Donal McCarthy de Drishane. En 1602, le château fut attaqué et pris par Donal Cam O'Sullivan Beare (en).
Dans les années 1970, l'Office of Public Works (en) entreprit la restauration du site et ajouta une volée de marches conduisant à la base en pierre, rejoignant l'entrée principale. La chambre située au rez-de-chaussée est éclairée par de petites fenêtres décentrées et est flanquée d'un escalier droit mural qui monte en spirale jusqu'au 4e étage.
Dans une région riche en monuments néolithiques, un cromlech se situe deux champs côté est de la tour.

## Source de la traduction
- (en) Cet article est partiellement ou en totalité issu de l’article de Wikipédia en anglais intitulé « Carrigaphooca Castle » (voir la liste des auteurs).